# Eulerkarakteristik
Eulerkarakteristisken är en topologisk invariant i form av ett tal. Den introducerades av Euler när han studerade konvexa polyedrar. Han noterade att uttrycket {\displaystyle v-e+r}, där {\displaystyle v} betecknar antalet hörn, {\displaystyle e} antalet kanter, och {\displaystyle r} antalet regioner (områden på polyedern som begränsas av sidor), är lika med {\displaystyle 2} oavsett vilken polyeder som betraktas. Exempelvis har en kub 8 hörn, 12 kanter, och 6 regioner. Eulerkarakteristiken för kuben är därför 8 - 12 + 6 = 2.

## Definition
Att dimensionen för de tre klasserna hörn, kant, region, är 0, 1, respektive 2 i definitionen ovan, motiverar följande allmännare definition för ändliga CW-komplex {\displaystyle X}:
{\displaystyle \chi =\sum _{i=0}^{n-1}(-1)^{i}k_{i}}, där {\displaystyle k_{n}} är antalet n-dimensionella celler (topologiska rum homeomorfa till ett n-dimensionellt simplex) i CW-komplexet. 

## Egenskaper
Låt {\displaystyle A} och {\displaystyle B} vara delmängder av ett topologiskt rum.
För eulerkarakteristiken {\displaystyle \chi (\cdot )} gäller:
- {\displaystyle \chi (A\times B)=\chi (A)\cdot \chi (B)}
- {\displaystyle \chi (A\cup B)=\chi (A)+\chi (B)-\chi (A\cap B)}

## Exempel
Torusen, liksom cirkeln, har eulerkarakteristik {\displaystyle 0}.
Det slutna intervallet {\displaystyle [0,1]} har eulerkarakteristik {\displaystyle 2}.